# بارچم
بارچم (به هلندی: Barchem) یک منطقهٔ مسکونی در هلند است که در لوخم واقع شده‌است. بارچم ۱٬۸۰۷ نفر جمعیت دارد.